# マンギビート
マンギビート（ポルトガル語：Manguebeat または Mangue Bit）はブラジル北東部発祥の音楽ジャンルおよびカウンターカルチャー運動。

## 概要
ノルデスチとも称されるブラジル北東部地域の伝統音楽であるマラカトゥやフレヴォ、フォホーをパンクやヒップホップ、電子音楽などと融合させたスタイルが特徴である。
マンギビートの起源は1992年に書かれた Caranguejos com Cérebro（脳のあるカニ）というマニフェストである。これに由来し、カニが運動の象徴として使われる。カニは運動の発祥地であるレシフェは港湾都市であり、マングローブに生息するカニは地域の人々にとって貴重な食糧源でもある。なおレシフェのマングローブ地域の住民は主として港湾労働者などの貧困層であり、また90年代以降、開発により都市内部のマングローブは無秩序な環境破壊のリスクにさらされていた。マンギビートにおいて、カニはレシフェに生活する人々の文化的多様性とマングローブの生物的多様性を象徴するという役割を担っている。

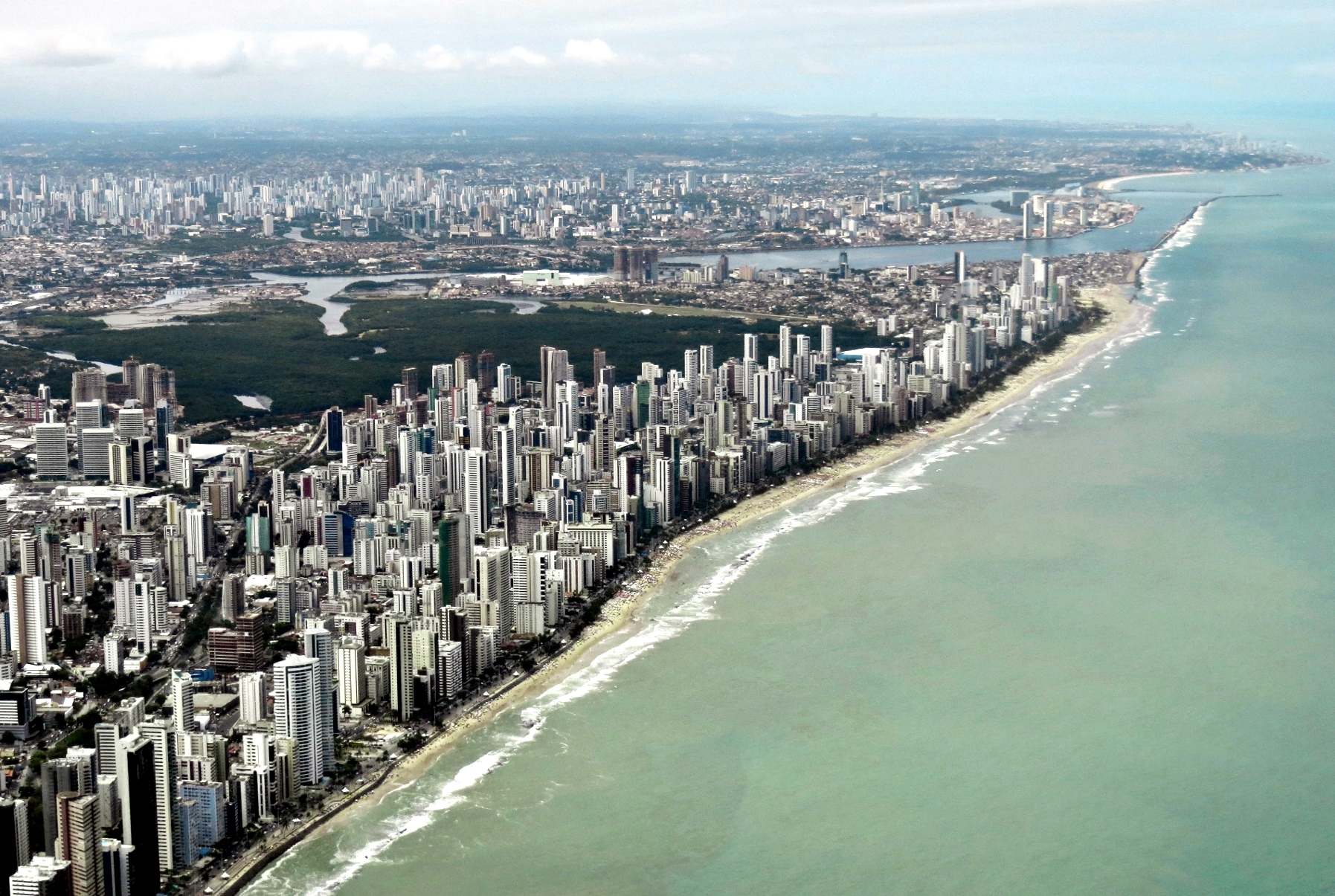
レシフェの航空写真。写真中央部に位置するのが都市内部のマングローブ林。

運動の特徴として、レシフェ、オリンダおよびペルナンブーコ州を中心としたブラジル北東部地域の伝統保持とヒップホップや電子音楽など外部の文化の受容の両立により、地域のアイデンティティの発達と文化的な多様性を重視した点がある。またマングローブ森林破壊や都市の貧困に対する抵抗のための文化という側面も強い。

## 名前の由来
当初の呼称はMangue Bit （マンギビット）であり、 コンピューターの基本単位である Bitを使いマングローブの電子音楽という意味を持った造語であった。「マンギビート」という呼称はマングローブを意味するポルトガル語のMangueとBeatを組み合わせたメディアによる造語である。本来の意味的には誤用であるが、一般的に使われるのは後者である。

## 主なアーティスト
- シコ・サイエンス（英語版）
- Fred 04（ポルトガル語版）
- Mundo Livre S/A（英語版）
- ナサン・ズンビー（英語版）
- Cordel do Fogo Encantado（英語版）